# 首都圏鉄道車両会社Sm5形電車
首都圏鉄道車両会社Sm5形電車（しゅとけんてつどうしゃりょうかいしゃSm5がたでんしゃ）は、フィンランドで使用されている電車。首都・ヘルシンキや周辺都市を結ぶ近郊列車向けに導入された車両で、2024年現在は首都圏鉄道車両会社からリースする形で運行が行われている。

## 概要
首都圏鉄道車両会社（Pääkaupunkiseudun Junakalusto Oy、Junakalusto Oy）は、ヘルシンキの近郊列車（ヘルシンキ近郊列車）に必要な新型車両の資金調達、車両基地の整備、車両自体のリースなどの事業を行うため、VRグループとヘルシンキを始めとした地方自治体が出資して2004年に設立した事業者である。同社が所有する車両がSm5形電車で、2006年にスイスのシュタッドラー・レールへ最初の32編成の発注を実施した。
前後車体に動力台車を有する4車体連接車で、各動力台車には水冷式誘導電動機が搭載されており、これらを含めた電気機器は冗長性を意識した配線や構造となっている。また、車両制御システムはコンピュータによる診断が行われている。各編成は総括制御により最大3編成まで連結運転が可能である。
通勤・近郊輸送に適したレイアウトを有する車内のうち全体の70 %以上は床上高さを600 mmに抑えた低床構造になっている他、可動式のステップが備わっている一部の乗降扉付近には折り畳み座席を備え車椅子やベビーカーなどを設置可能なフリースペースが存在する。また、編成内にはバリアフリーに適した真空式トイレが1箇所設けられている。車内には冷暖房双方に対応した空調が完備されている他、冬季に備えて乗降扉には冷気の進入を防ぐエアカーテンが、車内にはフィンランド独自の熱回収システムが備わっている。

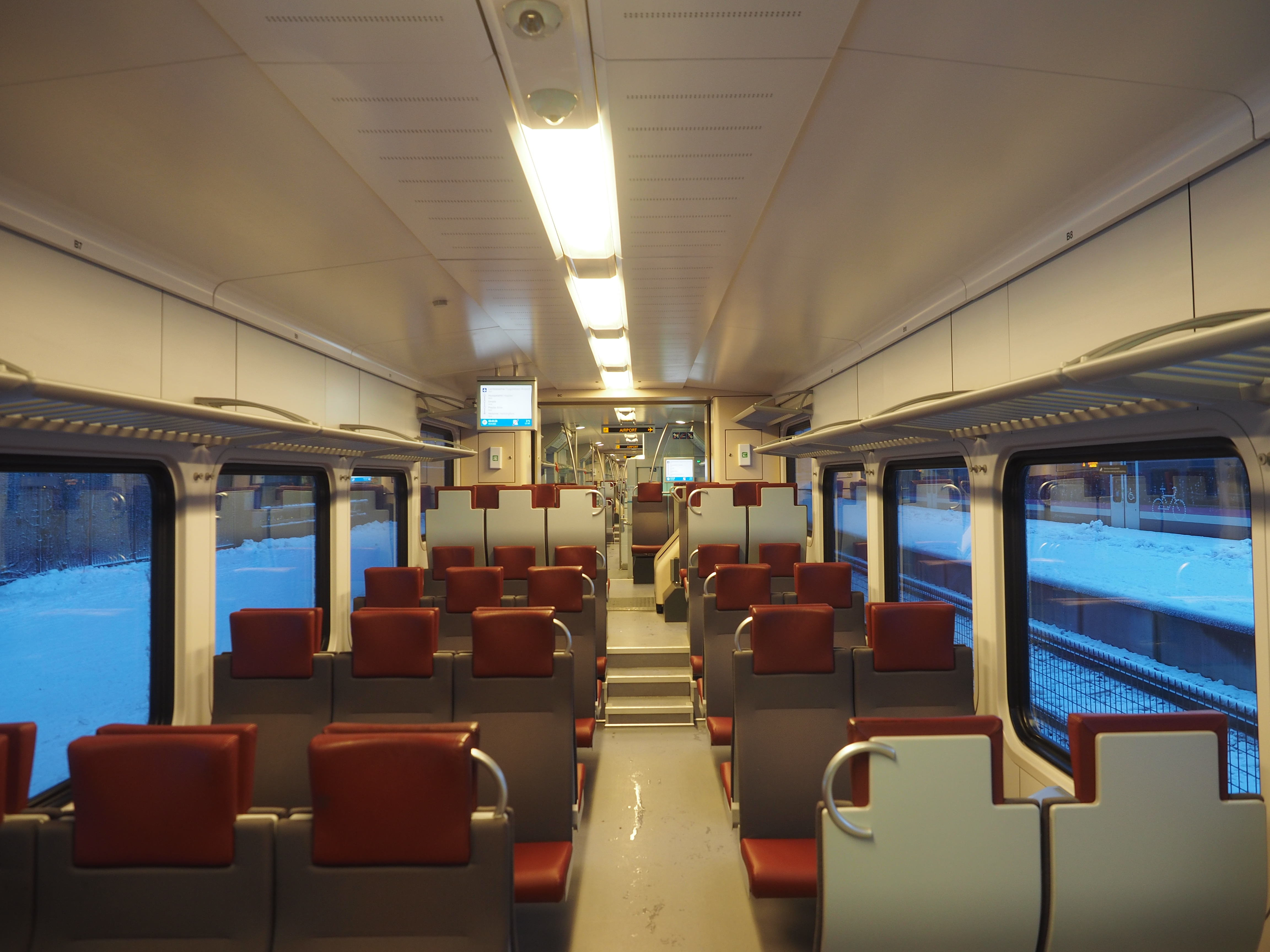
車内
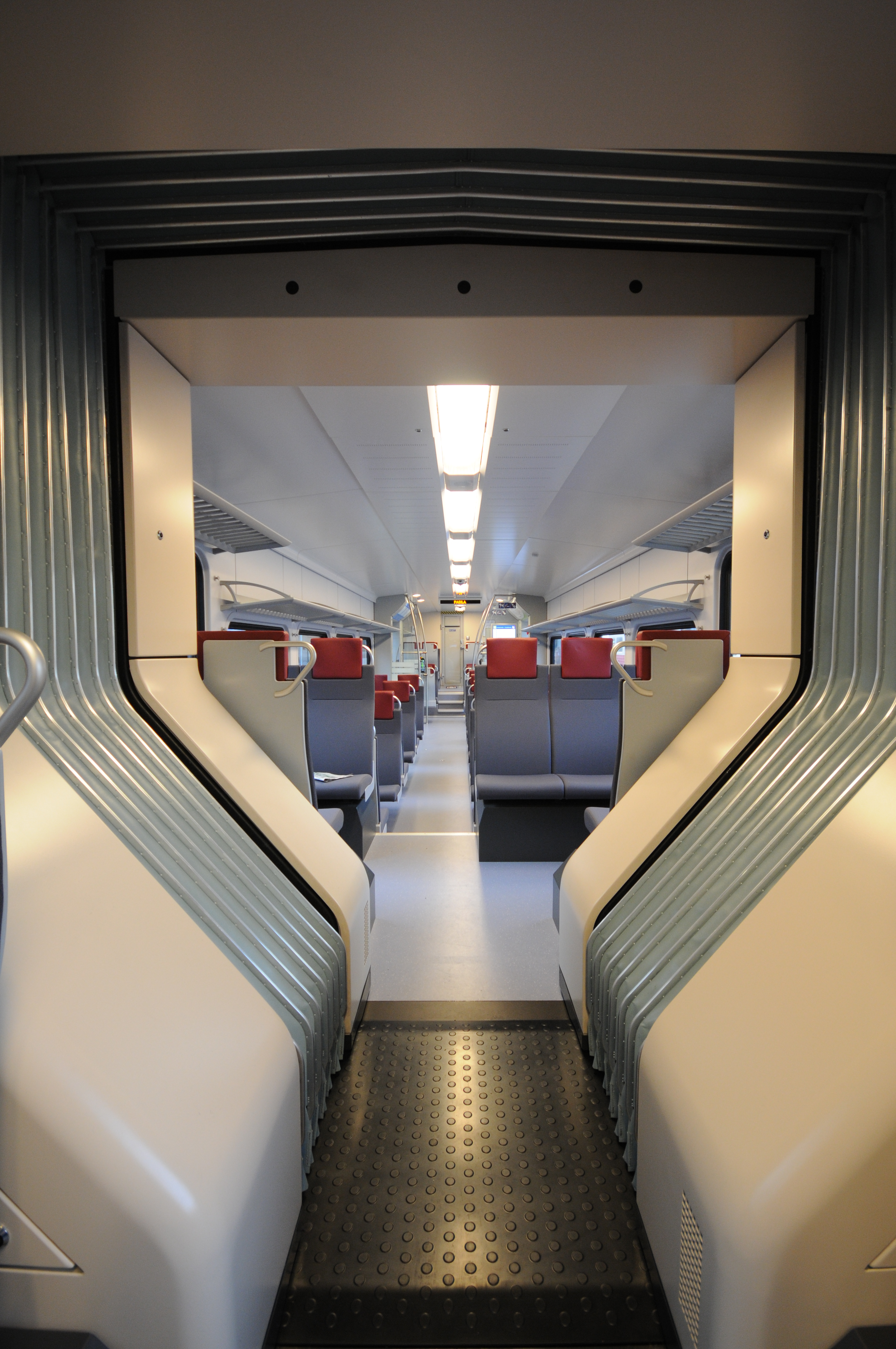
車内（連節部）
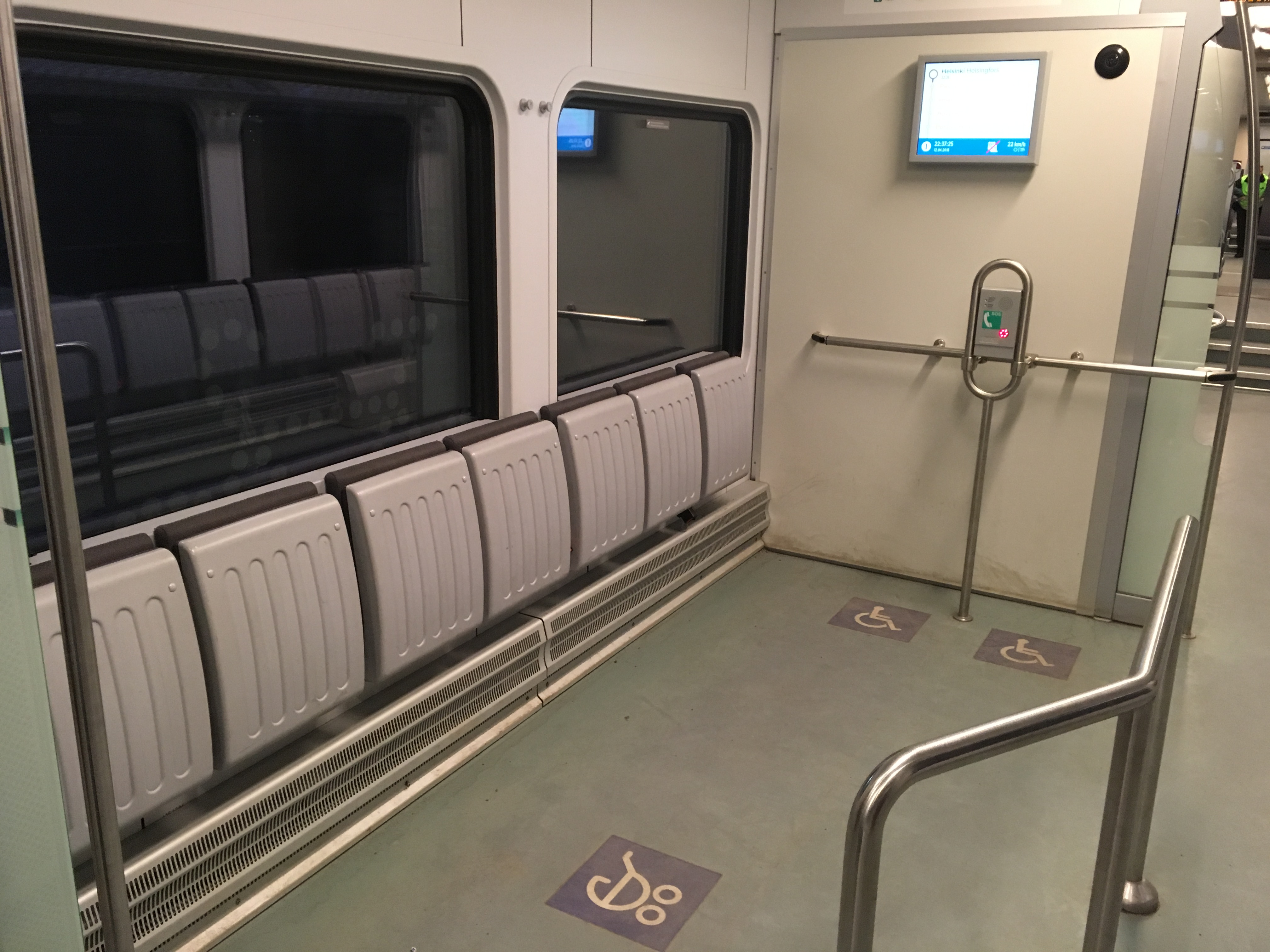
フリースペース
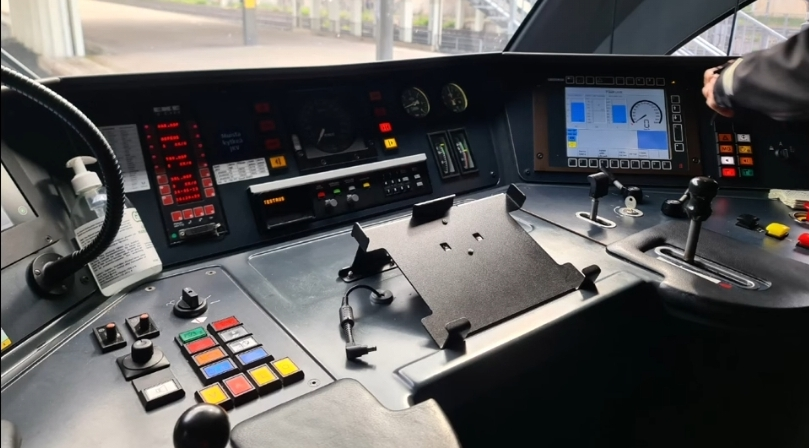
運転台

前述した2006年の発注分（32編成）に加え、近郊列車の運用区間の拡大などを踏まえて首都圏鉄道車両会社は2011年に9編成、2014年に34編成、2015年に6編成の追加発注を行い、最終的に81編成が導入される事となった。これらのうち、58番目に導入された編成については、シュタッドラー・レールが1,000番目に製造した「FLIRT」の編成となった。最初に発注された編成は2008年からフィンランドに到着後、2009年から営業運転を開始し、以降2017年まで順次導入が実施されている。これらの車両の運用に際しては、首都圏鉄道車両株式会社からヘルシンキ地域交通会社（Helsingin seudun liikenne、HSL）にリースされ、同事業者が立てた計画のもと、VRグループによる運行やメンテナンスが行われている。

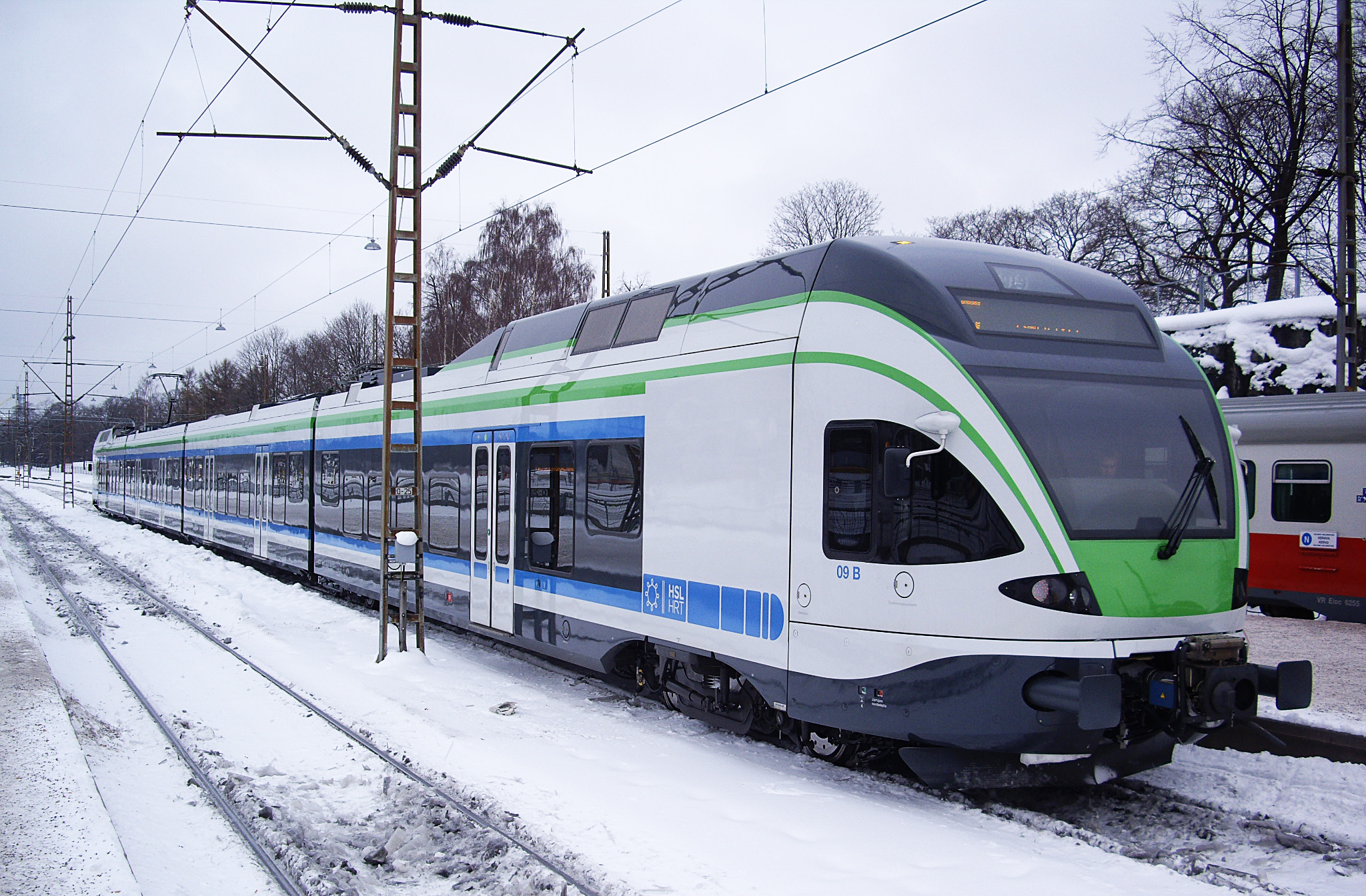
登場時の塗装（2012年撮影）
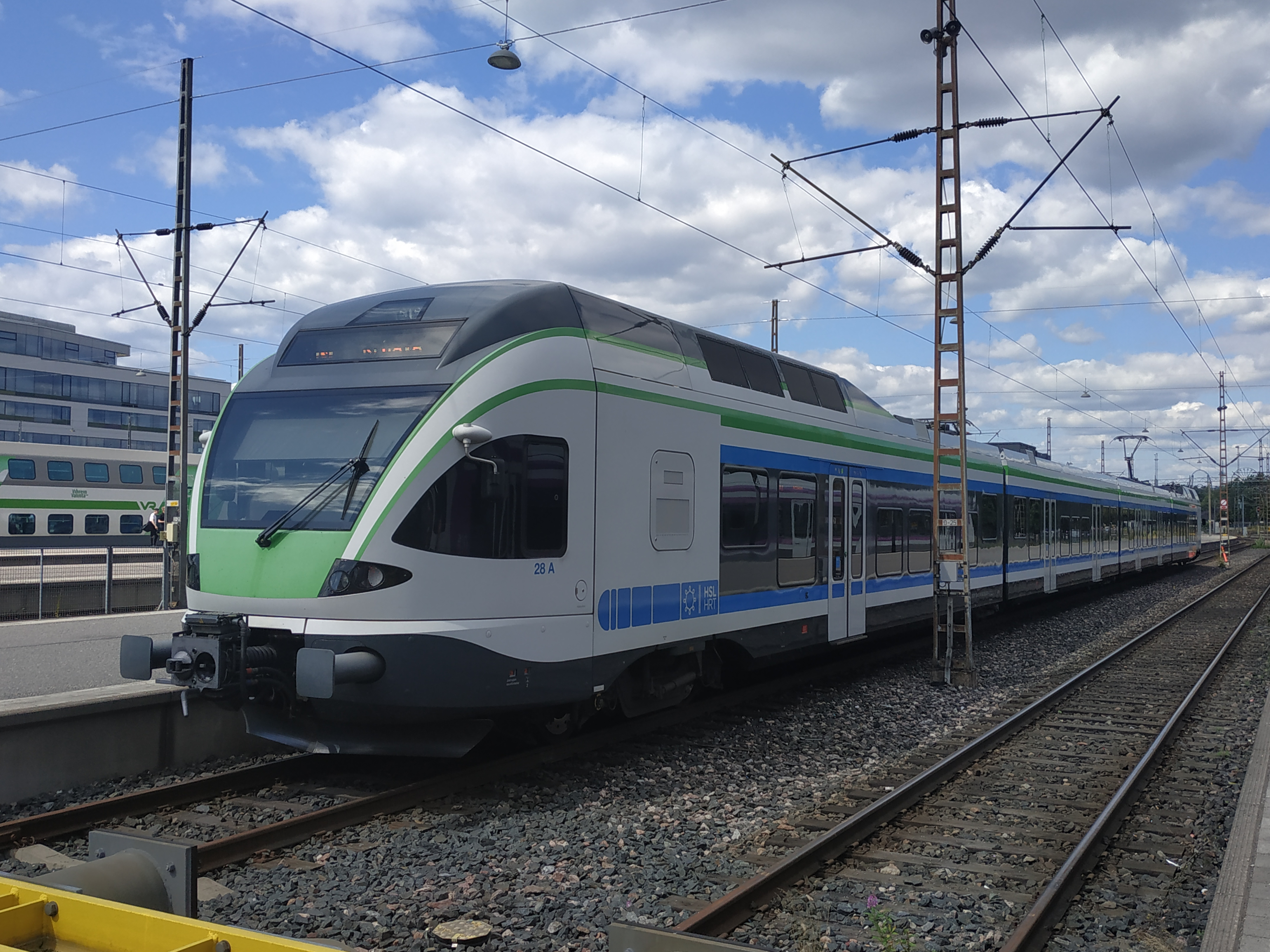
登場時の塗装（2019年撮影）
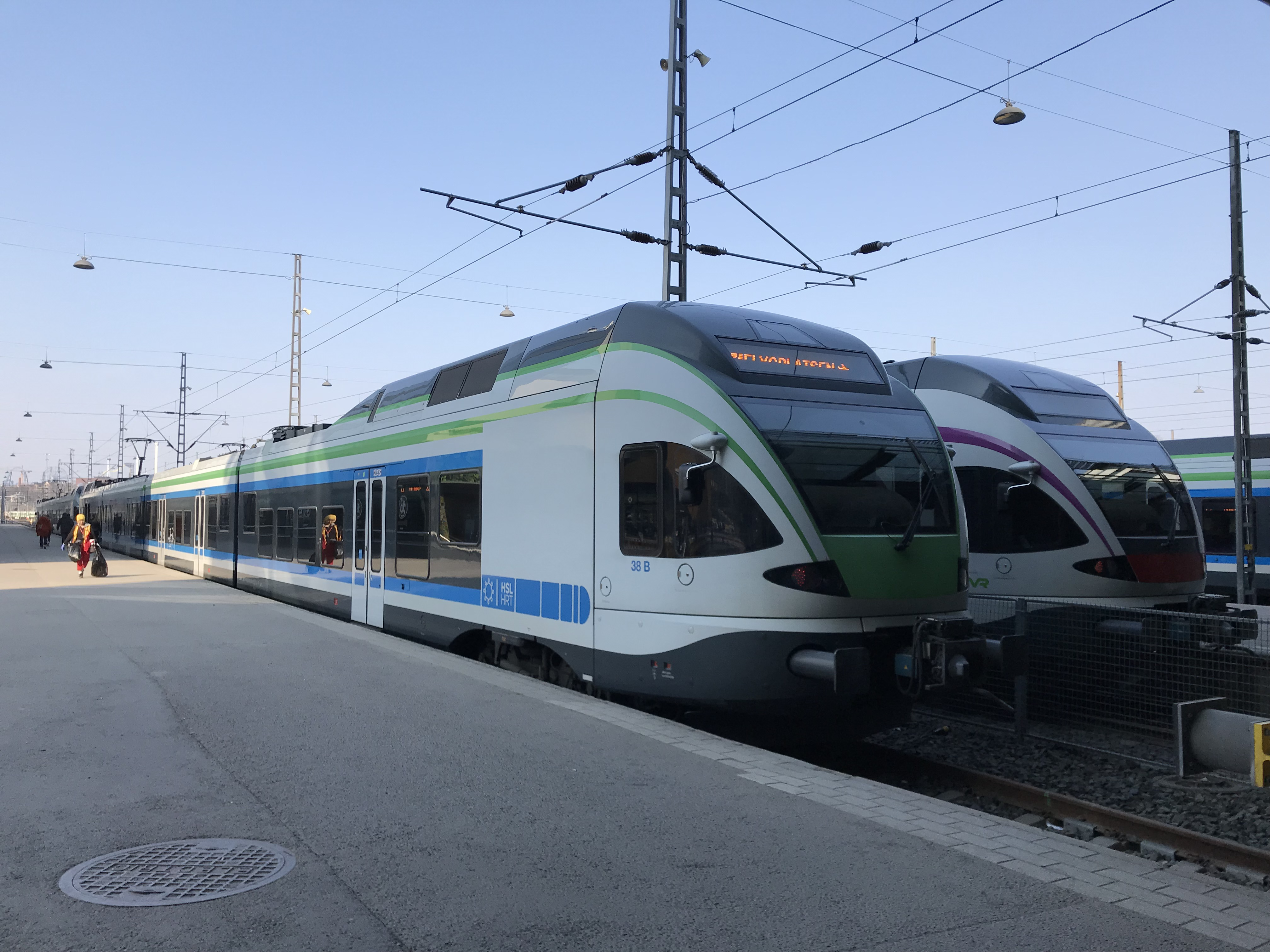
新（右）・旧（左）塗装の並び（2019年撮影）
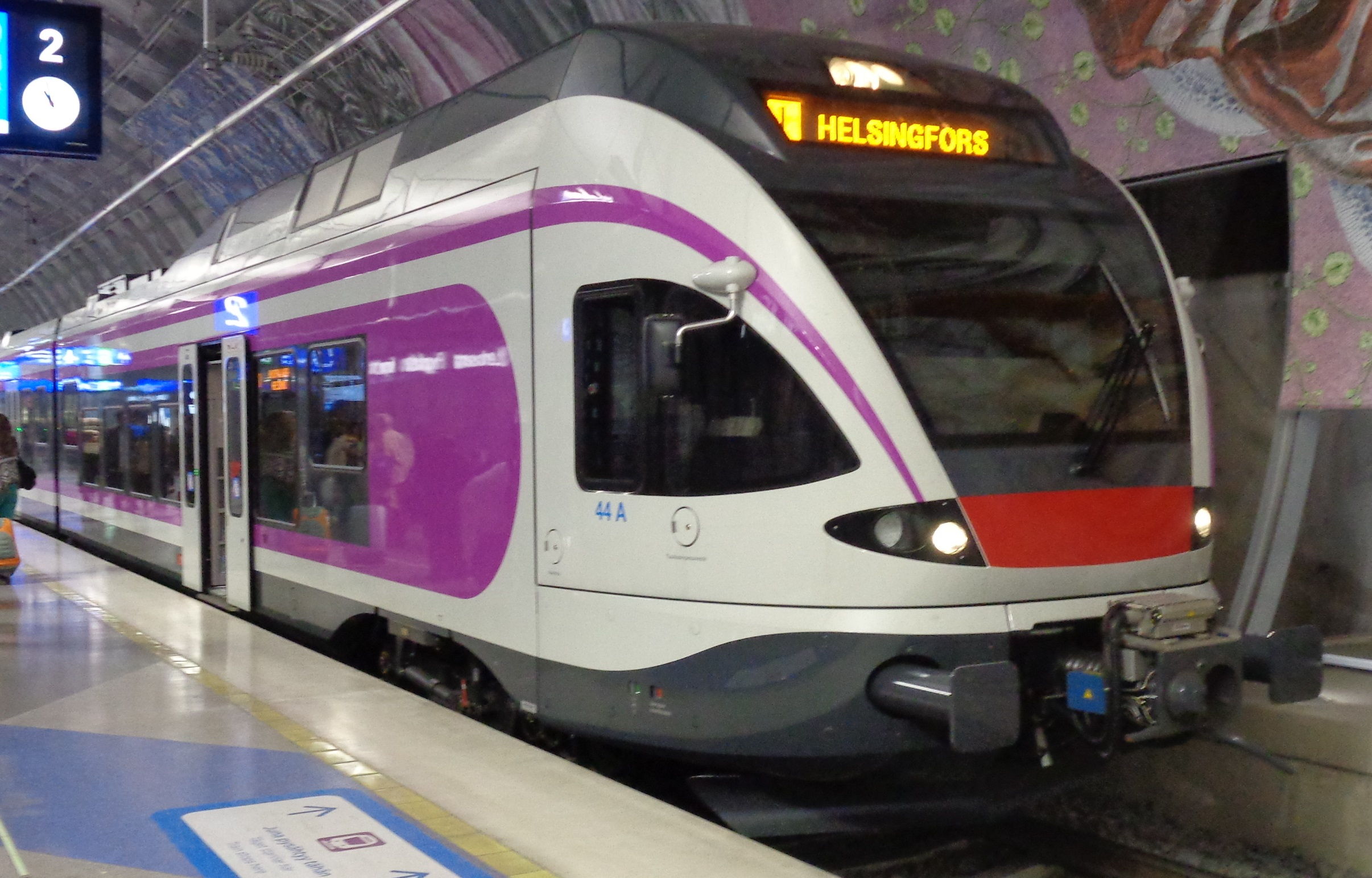
現塗装（2016年撮影）

## 関連形式
- Sm7形電車 - VRグループが導入する「FLIRT」。Sm5形とは編成や先頭形状など多数の差異が存在する[10][11][12]。